# ミハイル・ゴルバチョフ
ミハイル・セルゲーエヴィチ・ゴルバチョフ（ロシア語: Михаи́л Серге́евич Горбачёв、ラテン文字表記：Mikhail Sergeevich Gorbachev、 発音、1931年3月2日 - 2022年8月30日）は、ソビエト連邦及びロシアの政治家。
ソビエト連邦の最後の最高指導者であり、1985年から1991年までソビエト連邦共産党書記長を務めた。1988年から1991年まで同国の国家元首でもあり、1988年から1989年までソビエト連邦最高会議幹部会議長、1989年から1990年までソビエト連邦最高会議議長、1990年から1991年までソビエト連邦大統領を務めた。
思想的には当初マルクス・レーニン主義を信奉していたが、1990年代初頭には社会民主主義に移行していた。

## 人物・来歴
スタヴロポリ地方のプリヴォルノエで生まれた。両親は集団農場の労働者であり、貧しい家庭で育った。
ヨシフ・スターリン時代で育ち、集団農場においてはその行動が評価され、学校の校長と教師からソビエト連邦共産党の推薦を得られた。その後、モスクワ大学へ入学し、1952年にはソビエト連邦共産党への入党が許可された。モスクワ大学在学中の1953年に同級生のライサ・ティタレンコと結婚し、1955年に法学博士号を取得した。スターリンの死後、ニキータ・フルシチョフによる脱スターリン改革の熱心な推進者となる。
1970年、スタヴロポリ地方党委員会の第一書記に就任し、スタヴロポリ大運河の建設を指揮した。1978年、モスクワに戻り、党中央委員会書記となり、1980年、党政治局員となる。レオニード・ブレジネフの死後、ユーリ・アンドロポフとコンスタンティン・チェルネンコを経て、1985年、事実上の政府首脳である書記長に選出された。
ソ連邦の維持と社会主義の理想にこだわりながらも、1986年のチェルノブイリ原発事故以降、大幅な改革が必要との認識を持つようになった。ソ連・アフガン戦争から撤退し、ロナルド・レーガン大統領との首脳会談で核兵器の制限と冷戦の終結に乗り出した。国内では、言論・報道の自由を認めるグラスノスチ（開放）政策、経済の意思決定を分散して効率化を図るペレストロイカ（再構築）政策がとられた。また、民主化政策や国民の直接選挙で選ばれる人民代議員会議の設置は、結果としてソ連共産党の一党独裁に終止符を打つこととなった。
1989年から1990年にかけて、東欧諸国がマルクス・レーニン主義の統治を放棄した際、ゴルバチョフはプラハの春のような軍事的介入を断念した。一方、ソ連国内では一部のソビエト共和国で民族主義的な感情が高まったことに強い警戒心を抱き、血の日曜日事件などの武力衝突を招くこととなり、ゴルバチョフに不信感を募らせた政府幹部の一部は、次第に保守化していった。保守化していった政府幹部は、1991年に、ゴルバチョフに対するクーデターを起こし、政権奪取を目指すも、失敗した。その結果、連邦の維持というゴルバチョフの意に反してソ連は解体され、ゴルバチョフはソ連邦大統領の職を辞することとなった。退任後はゴルバチョフ財団（ゴルバチョフ友好平和財団）を立ち上げ、ロシアの大統領選に出馬するも支持を集めることはできなかった。
ゴルバチョフは西側諸国では人気が高いが、ロシアを始めとした旧ソ連圏では、その改革が超大国だったソ連の崩壊を招いたとして、その評価は賛否が分かれている。また、ウクライナでは2014年のロシアによるクリミア併合を支持するなどプーチン政権に対し日和見的な態度が非難され、5年間の入国禁止措置を受けた。リトアニアでも1991年の独立運動を軍を出動させて弾圧したとして批判されることも多い。
2022年8月30日、死去。91歳没。

## 生涯

### 生い立ち
1931年3月2日、ロシア社会主義連邦ソビエト共和国のスタヴロポリ地方プリヴォリノエ村にてコルホーズ（農業集団化政策）の農民の子として生まれた。幼年時代にスターリンの大粛清に遭遇する。この時祖父のアンドレイ（1890〜1962）がサボタージュの嫌疑で投獄された。
1941年6月に独ソ戦が始まると、農業技術者だった父親のセルゲイ・アンドレーヴィチ・ゴルバチョフ（1909〜76）が従軍した。1944年に夏の終わりに父が戦死したとの通知がもたらされたことで一家は悲嘆にくれたが、本人から無事を伝える手紙が3日後に届いた。スタヴロポリ地方は一時期、ドイツ国防軍に占領されている。
戦後は14歳でコンバインの運転手として働く一方、成績は優秀で上級学校で銀メダルを授与された。18歳で労働赤旗勲章を授与される機会に恵まれ、1950年、19歳の時にスタヴロポリ市当局の推薦でモスクワ大学法学部に入学した。同大学在学中に後に妻となる哲学科の学生であるライーサ・マクシーモヴナ・チタレンコと出会う。5年間の大学生活中にゴルバチョフはストロミンカ学生宿舎で生活するが、その間にチェコスロバキアから留学していたズデネク・ムリナーシと出会う。ムリナーシは後の「プラハの春」の推進者の1人となり、その後のゴルバチョフに大きな影響を与えた。1952年10月、ソビエト連邦共産党に入党する。
大学卒業後、ゴルバチョフはソビエト連邦検察庁の国家試験を受験する。一旦は内定を受けたが結局不採用となり、故郷のスタヴロポリに戻って地元のコムソモール活動に従事し、書記になった。やがてスタヴロポリ地域の農業行政官となり地区書記に昇進した。

### 権力への階段
1955年8月にスタヴロポリ市コムソモール第一書記、1962年3月にスタヴロポリ地方コムソモール第一書記、1966年9月にスタヴロポリ市党第一書記、1968年8月にスタヴロポリ地方党第二書記を経て、1970年4月にスタヴロポリ地方党委員会第一書記に就任し、1971年には40歳で党中央委員に選出される。この間、スタヴロポリ農業大学の通信課程で学び、1967年に科学的農業経済学者の資格を得ている。
ゴルバチョフがスタヴロポリ地方の党官僚として階梯を登り始めた時期は、ニキータ・フルシチョフ第一書記の非スターリン化が実施された時期であり、ゴルバチョフにも影響を与えたとされる。この間、スタヴロポリ地方第一書記経験者のミハイル・スースロフや、同郷のユーリ・アンドロポフの知遇を得たほか、同格の地方共産党の指導者であったボリス・エリツィン（スヴェルドロフスク州党第一書記）やエドゥアルド・シェワルナゼ（グルジア共産党第一書記）らと交流を持つに至る。

### モスクワへ
1978年11月、急死したフョードル・クラコフ政治局員・書記の後任として党中央委農業担当書記に抜擢される。ゴルバチョフの書記への任命は中央委員会総会において満場一致で承認された。ゴルバチョフと妻のライサはモスクワに引っ越し、国家から邸宅が与えられることになった。1979年には政治局員候補として政治局入りする。彼はその新しい役職で、しばしば1日あたり12時間から16時間働いたという。この際、ゴルバチョフは過度に中央集権化された国の農業管理システムに対する懸念を強めていき、1978年の中央委員会で問題提起を行った。彼は、他のソビエトの政策についても問題意識を持ち始めた。1979年のソ連軍によるアフガニスタン侵攻も誤った政策だと考えていた。しかし、時に彼は公然と政府の立場を支持した。例えば、1980年10月にソビエト政府がポーランド政府に対して同国内での批判意見の取り締まりを要請した際にはそれを支持した。そして同月の党中央委員会総会で史上最年少の政治局員となる。
1982年11月に党書記長のレオニード・ブレジネフが死去し、新たにユーリ・アンドロポフが書記長に就任する。アンドロポフは同じ改革派であるゴルバチョフに目をかけ、ゴルバチョフの中央への昇進に重要な役割を果たしたと同時に、ゴルバチョフにとって同郷の先輩でもあり、政治局内で最も信頼の置ける人物であった。ゴルバチョフは政治局内におけるアンドロポフの最側近として、時には同書記長の指名により政治局会議の議長を任せられた。アンドロポフはゴルバチョフを自身の後継者に考えていたようであり、ゴルバチョフに農業以外の政策分野へも携わらせ、経験を積ませた。1983年4月にはレーニン生誕113周年記念集会での演説を任せられた（前年に演説したのはアンドロポフ）。ゴルバチョフはアンドロポフが自由化改革を実行することを期待していたが、同書記長の健康状態の悪化などから人事異動のみが実施されるに留まった。
1983年にカナダを訪問し、カナダのピエール・トルドー首相（当時）と会談する。この時に駐カナダ大使で、後にゴルバチョフの側近としてペレストロイカを牽引するアレクサンドル・ヤコブレフと面識を持つ。さらにイギリスを訪問し、マーガレット・サッチャー首相（当時）から「彼となら一緒に仕事ができます」と高い評価を受ける。
1984年2月にアンドロポフが死去すると、同書記長による後継指名にもかかわらず、ゴルバチョフは書記長に選出されなかった。中央委員会の多くは53歳のゴルバチョフでは若すぎであり経験不足であると判断したことに加え、改革派であるゴルバチョフの選出を保守派のニコライ・チーホノフ首相やドミトリー・ウスチノフ国防相らが頑なに阻んだためである。代わりに書記長となったのはアンドロポフの政敵で、保守派のコンスタンティン・チェルネンコであった。しかし就任当初から病弱であったチェルネンコは、直々にゴルバチョフを事実上のソ連ナンバー2にあたる「第二書記」へ指名した。しかしこの際、チーホノフらがチェルネンコの発案に反発したため、ゴルバチョフは正式な承認を経ずして同職を遂行することとなった。結果的に、チェルネンコの不在時にはゴルバチョフが中央委員会の職務に当たることとなり、ゴルバチョフの役割は拡大していくこととなった。そして、ゴルバチョフは次第に改革派としてその名が知られるようになる。

### 書記長就任

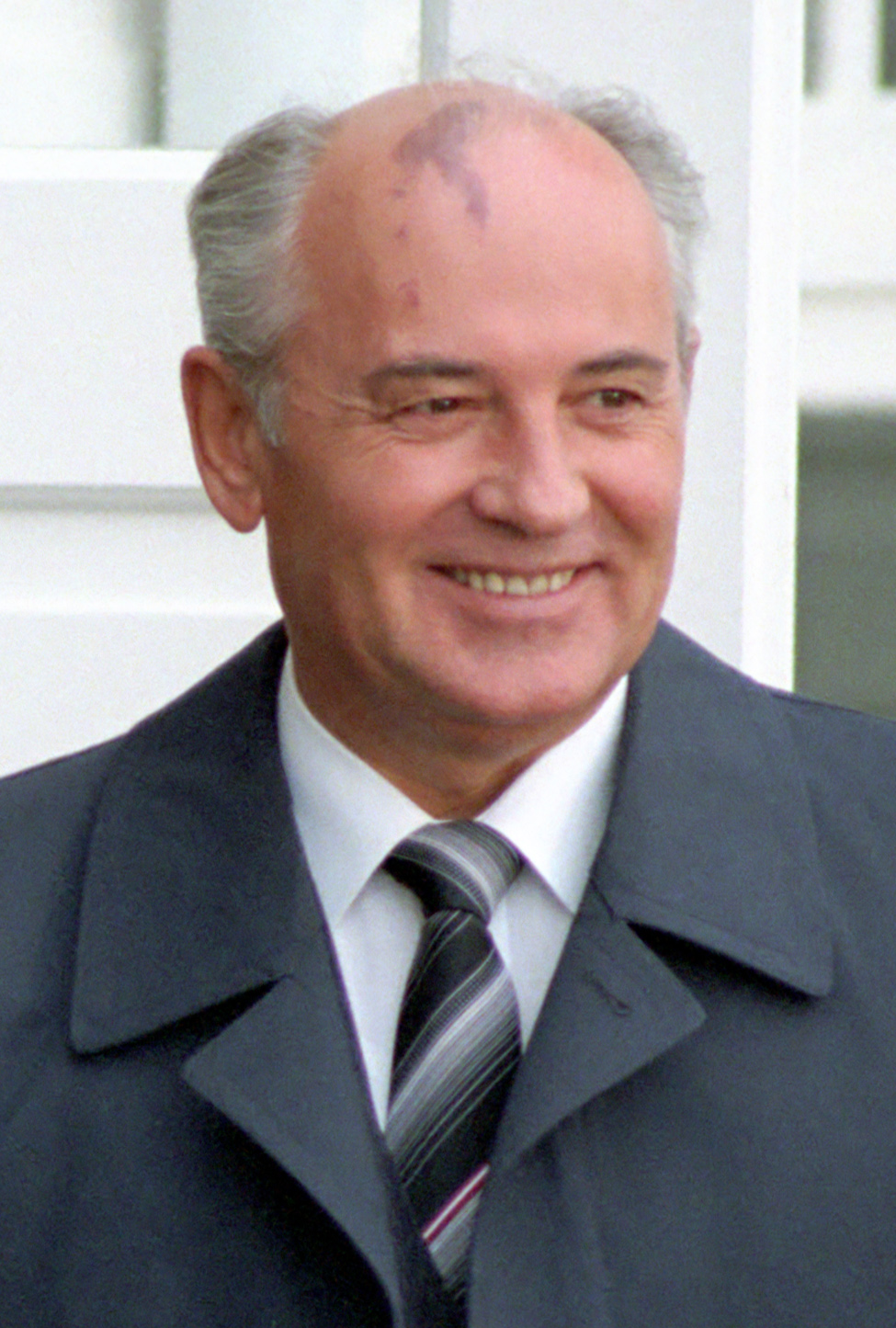
書記長就任時初期（1986年）

1985年3月、チェルネンコの死去を受けて党書記長に就任する（54歳）。チェルネンコが死去した3月10日、夜遅くまでクレムリンで仕事をしていたゴルバチョフは、帰宅後に第二書記として医師から電話で報告を受ける。ゴルバチョフは他の幹部へも連絡し、後継者選出のための拡大政治局会議が急遽招集された。書記長の座を巡って、ゴルバチョフの有力なライバルとしては、重工業・軍事工業担当書記のグリゴリー・ロマノフや、モスクワ党第一書記のヴィクトル・グリシンがいた。他にも野心のある人物が数名いると考えられ、ウクライナ党第一書記のウラジーミル・シチェルビツキーや、高齢だがニコライ・チーホノフ首相もその中に含まれた。外相・第一副首相のアンドレイ・グロムイコもその中の1人と思われたが、高齢となったグロムイコは書記長の座よりも形式上の国家元首ポストである最高会議幹部会議長の職に意欲を燃やしていた。ゴルバチョフはグロムイコへ接触し、取引の結果、グロムイコの推薦を得るに至る。推薦演説をしたグロムイコは「諸君、この人物の笑顔は素晴らしいが、鉄の歯を持っている」と語った。
高齢の指導者が続いたあとでもあり、若い指導者への期待の大きさは『プラウダ』紙でのゴルバチョフの写真が、死去したチェルネンコより大きかったことにも表れていた。
ゴルバチョフは書記長就任後、「鉄の歯」に相応しい人事刷新を矢継ぎ早に行う。自身の後任の「第二書記」にはエゴール・リガチョフを当て、政治局員兼イデオロギー担当書記に加え、「第二書記」に必須の最高会議連邦会議外交委員長に選出した。対抗していたグリシンとロマノフ、老齢のチーホノフ首相を解任し、共産党中央委員会書記のニコライ・ルイシコフ（経済担当）を後任に充てた。また、グロムイコを最高会議幹部会議長（国家元首）にし、新たな外相には、グルジア党第一書記だったエドゥアルド・シェワルナゼを抜擢して内外を驚かせた。
また経済担当の閣僚では、1985年10月にゴスプラン（国家計画委員会）議長ニコライ・バイバコフを解任し、後任にニコライ・タルイジンを任命した。軍部や地方の共産党幹部も大幅に入れ替えられて若返った。

#### 就任当時のソビエト連邦指導部
|               | 氏名                           | 役職・担当                           | 出身民族            |
| ------------- | ------------------------------ | ------------------------------------ | ------------------- |
| 政治局員:     | ミハイル・ゴルバチョフ         | 書記長                               | ロシアSFSR          |
| 政治局員:     | ゲイダル・アリエフ             | 第一副首相                           | アゼルバイジャンSSR |
| 政治局員:     | ヴィタリー・ウォロトニコフ     | ロシアSFSR閣僚会議議長（首相）       | ロシアSFSR          |
| 政治局員:     | ヴィクトル・グリシン           | モスクワ市党第一書記                 | ロシアSFSR          |
| 政治局員:     | アンドレイ・グロムイコ         | 外相・第一副首相                     | 白ロシアSSR         |
| 政治局員:     | ディンムハメッド・クナーエフ   | カザフ党第一書記                     | カザフSSR           |
| 政治局員:     | エゴール・リガチョフ           | 党書記・中央委党組織・党活動部長     | ロシアSFSR          |
| 政治局員:     | グリゴリー・ロマノフ           | 党書記                               | ロシアSFSR          |
| 政治局員:     | ニコライ・ルイシコフ           | 党書記・中央委経済部長               | ロシアSFSR          |
| 政治局員:     | ミハイル・ソロメンツェフ       | 党統制委員会議長                     | ロシアSFSR          |
| 政治局員:     | ニコライ・チーホノフ           | ソ連閣僚会議議長                     | ロシアSFSR          |
| 政治局員:     | ヴィクトル・チェブリコフ       | ソ連KGB議長                          | ロシアSFSR          |
| 政治局員:     | ウラジーミル・シチェルビツキー | ウクライナ党第一書記                 | ウクライナSSR       |
| 政治局員候補: | ピョートル・デミチェフ         | 文化相                               | ロシアSFSR          |
| 政治局員候補: | ウラジーミル・ドルギフ         | 党書記                               | ロシアSFSR          |
| 政治局員候補: | ヴァシリー・クズネツォフ       | 最高会議幹部会第一副議長             | ロシアSFSR          |
| 政治局員候補: | ボリス・ポノマリョフ           | 党書記・中央委国際部長               | ロシアSFSR          |
| 政治局員候補: | セルゲイ・ソコロフ             | 国防相                               | ロシアSFSR          |
| 政治局員候補: | エドワルド・シェワルナゼ       | グルジア党第一書記                   | グルジアSSR         |
| 書記:         | ミハイル・ゴルバチョフ         | 書記長                               | ロシアSFSR          |
| 書記:         | グリゴリー・ロマノフ           | 軍需産業担当                         | ロシアSFSR          |
| 書記:         | ウラジーミル・ドルギフ         | 重工業担当                           | ロシアSFSR          |
| 書記:         | ボリス・ポノマリョフ           | 国際共産主義運動担当・中央委国際部長 | ロシアSFSR          |
| 書記:         | ニコライ・ルイシコフ           | 中央委経済部長                       | ロシアSFSR          |
| 書記:         | エゴール・リガチョフ           | 中央委党組織・党活動部長             | ロシアSFSR          |
| 書記:         | ミハイル・ジミャーニン         | 文化・教育・マスコミ担当             | ロシアSFSR          |
| 書記:         | イヴァン・カピトノフ           | 軽工業担当                           | ロシアSFSR          |
| 書記:         | コンスタンチン・ルサコフ       | 中央委社会主義国党連絡部長           | ロシアSFSR          |
| 書記:         | ヴィクトル・ニコノフ           | 農業担当                             | ロシアSFSR          |

#### 就任1周年時のソビエト連邦の指導部
|               | 氏名                           | 役職・担当                                         | 民族                |
| ------------- | ------------------------------ | -------------------------------------------------- | ------------------- |
| 政治局員:     | ミハイル・ゴルバチョフ         | 書記長                                             | ロシアSFSR          |
| 政治局員:     | ゲイダル・アリエフ             | 第一副首相                                         | アゼルバイジャンSSR |
| 政治局員:     | ヴィタリー・ウォロトニコフ     | ロシアSFSR閣僚会議議長（首相）                     | ロシアSFSR          |
| 政治局員:     | アンドレイ・グロムイコ         | 最高会議幹部会議長                                 | 白ロシアSSR         |
| 政治局員:     | レフ・ザイコフ                 | 党書記                                             | ロシアSFSR          |
| 政治局員:     | ディンムハメッド・クナーエフ   | カザフ党第一書記                                   | カザフSSR           |
| 政治局員:     | エゴール・リガチョフ           | 党書記・最高会議連邦会議外交委員長                 | ロシアSFSR          |
| 政治局員:     | ニコライ・ルイシコフ           | ソ連閣僚会議議長                                   | ロシアSFSR          |
| 政治局員:     | ミハイル・ソロメンツェフ       | 党統制委員会議長                                   | ロシアSFSR          |
| 政治局員:     | ヴィクトル・チェブリコフ       | ソ連KGB議長                                        | ロシアSFSR          |
| 政治局員:     | エドゥアルド・シェワルナゼ     | 外相                                               | グルジアSSR         |
| 政治局員:     | ウラジーミル・シチェルビツキー | ウクライナ党第一書記                               | ウクライナSSR       |
| 政治局員候補: | ピョートル・デミチェフ         | 文化相                                             | ロシアSFSR          |
| 政治局員候補: | ウラジーミル・ドルギフ         | 党書記                                             | ロシアSFSR          |
| 政治局員候補: | ボリス・エリツィン             | モスクワ市党第一書記                               | ロシアSFSR          |
| 政治局員候補: | ニコライ・スリュニコフ         | 白ロシア党第一書記                                 | 白ロシアSSR         |
| 政治局員候補: | セルゲイ・ソコロフ             | 国防相                                             | ロシアSFSR          |
| 政治局員候補: | ユーリ・ソロヴィヨフ           | レニングラード党第一書記                           | ロシアSFSR          |
| 政治局員候補: | ニコライ・タルイジン           | 国家計画委員会議長                                 | ロシアSFSR          |
| 書記:         | ミハイル・ゴルバチョフ         | 書記長                                             | ロシアSFSR          |
| 書記:         | エゴール・リガチョフ           | イデオロギー・人事担当、最高会議連邦会議外交委員長 | ロシアSFSR          |
| 書記:         | レフ・ザイコフ                 | 重工業・軍事工業担当                               | ロシアSFSR          |
| 書記:         | ウラジーミル・ドルギフ         | 燃料・エネルギー担当                               | ロシアSFSR          |
| 書記:         | アレクサンドラ・ビリュコワ     | 軽工業・消費生活担当                               | ロシアSFSR          |
| 書記:         | アナトリー・ドブルイニン       | 国際共産主義運動担当・中央委国際部長               | ロシアSFSR          |
| 書記:         | ミハイル・ジミャーニン         | 文化担当                                           | ロシアSFSR          |
| 書記:         | ヴァジム・メドヴェージェフ     | 中央委社会主義諸国党連絡部長                       | ロシアSFSR          |
| 書記:         | ヴィクトル・ニコノフ           | 農業担当                                           | ロシアSFSR          |
| 書記:         | ゲオルギー・ラズモフスキー     | 中央委組織・党活動部長                             | ロシアSFSR          |
| 書記:         | アレクサンドル・ヤコブレフ     | 中央委宣伝部長                                     | ロシアSFSR          |

### ペレストロイカ
本人の南ロシアなまり（アクセントの位置が微妙に違う）に加え、「Процесс пошел（プロツェース・パショール，プロセスは始まった＝改革が始まった）」という言葉を多用、正規的なロシア語表現ならば「Процесс начался（プロツェース・ナチャルシャー）」となるが、多少の違和感を覚えるこの語感にはむしろモスクワの間で流行。次第に行き詰まる改革に合わせるかのように「自分の思い通りとは違う方向へ物事が進んでいる状態」の意味を含んで使われるようにもなった。
書記長就任から8か月後の1985年11月、スイス・ジュネーヴにて、当時のアメリカ大統領ロナルド・レーガンと米ソ首脳会談を行う。この会談で核軍縮交渉の加速、相互訪問などを骨子とする共同声明を発表した。1986年4月、ゴルバチョフはロシア語で「建て直し」「再建」を意味するペレストロイカを提唱し、本格的なソビエト体制の改革に着手する。4月に発生したチェルノブイリ原発事故を契機に、情報公開（グラスノスチ）を推進する。当初、レーガンや西側の保守派はゴルバチョフの意図はアンドロポフが指向したような従来の社会主義の修正、あるいは社会的規律の引き締めに過ぎず、西側に対する軍事的脅威はかえって増大されると危惧する警戒・懐疑論を持っていたが、ペレストロイカの進展とともに打ち消されることになった。
経済改革では、社会主義による計画経済・統制経済に対して、個人営業や協同組合（コーポラティヴ）の公認化を端緒として、急進的な経済改革を志向するようになり、1987年8月に国営企業法を制定した。ペレストロイカは次第に単なる経済体制の改革・立て直しに留まらず、ソ連の硬直化した体制・制度全体の抜本的改革・革命へ移行し、それに伴い、政治改革、ソ連の歴史の見直しへと進行していった。その中で、自らが電話でその解放を伝えたサハロフ博士をはじめとするソ連国内の反体制派（異論派）が政治的自由を獲得し、スターリン時代の大粛清の犠牲者に対する名誉回復が進められた。ゴルバチョフは自身をソビエト連邦の崩壊のその日まで「共産主義者」と規定していたが、「多元主義（プルーラリズム）」「新思考」「欧州共通の家」「新世界秩序」 といった新たな価値によって国内政治および外交政策において大胆な転換を実行していった。

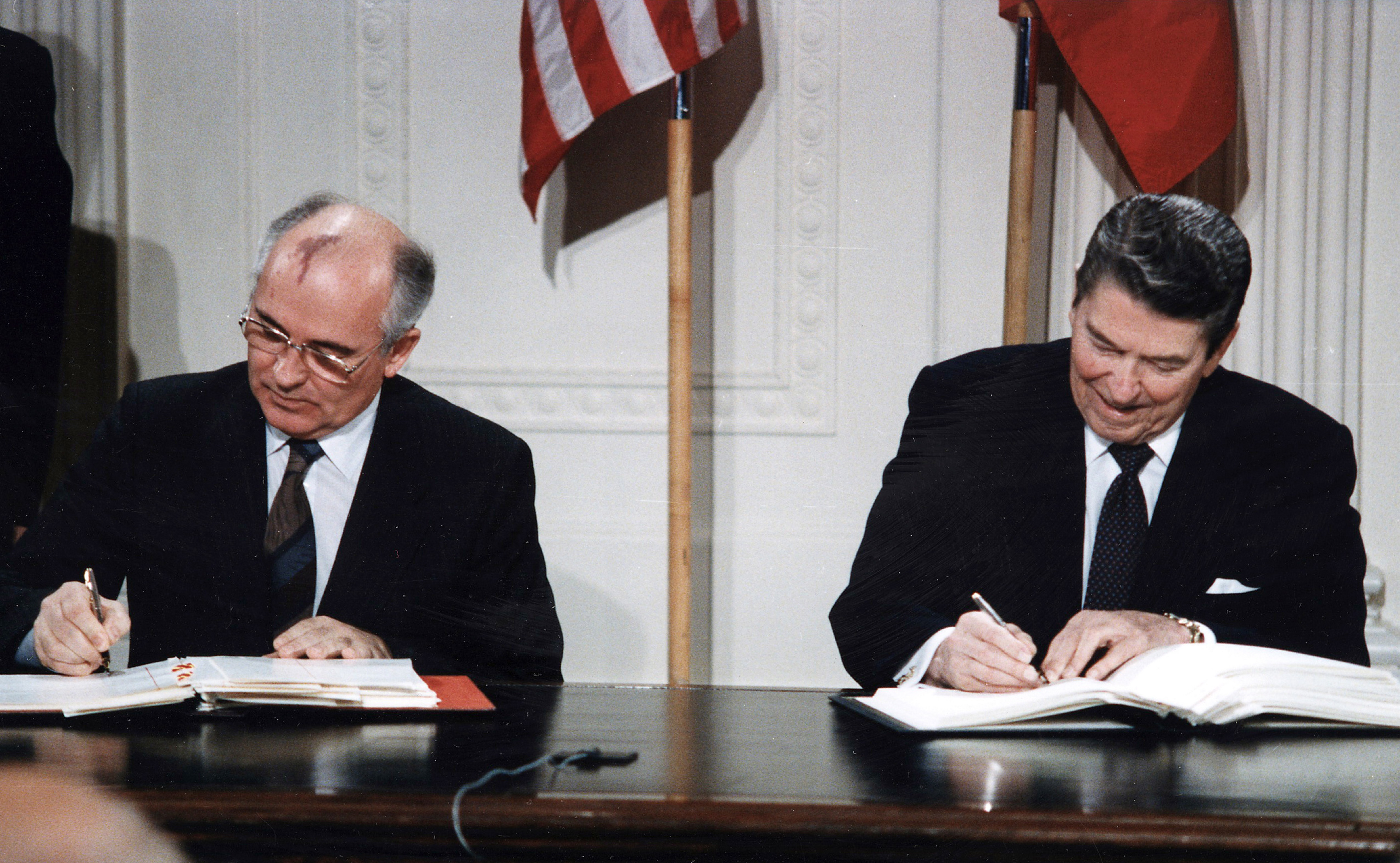
アメリカの大統領ロナルド・レーガン（右）とともにINF全廃条約に署名するゴルバチョフ

1986年7月、ゴルバチョフはウラジオストク演説でアフガニスタンからの撤退と中ソ関係改善を表明した。10月にはアイスランドのレイキャビクにおいて米ソ首脳会談が行われた。アメリカの大統領ロナルド・レーガンが掲げていた戦略防衛構想（SDI）が障壁となって署名はなされなかったが、戦略核兵力の5割削減、中距離核戦力（Intermediate-range Nuclear Forces、INF）の全廃について基本的な合意は成立していた。このことが、1987年12月に成立する中距離核戦力全廃条約（INF全廃条約）に繋がっていく。
ゴルバチョフは信仰の自由を認める姿勢を打ち出し、1988年4月29日にロシア正教会のピーメン総主教ら6人の指導者と会談した。ソ連政府の最高指導者が教会指導者と会談したのは1943年以来のことで、ゴルバチョフは会談で、ソ連が過去に教会と信者に過ちをおかしたことを認めた。
これらの改革は、漸進的なものであった。サハロフの流刑解除は1986年12月のことである。ソ連は、国内に政治犯が存在することをゴルバチョフ政権発足2年目（1986年）まで認めていなかった。ゴルバチョフは1987年の段階では、西側やNGOが示したソ連の政治犯収容者数の一割程度しか政治犯が存在しないと主張していた。このようなソ連の認識や主張と西側やNGOの主張の食い違いが消えるのは、1987年12月のゴルバチョフのワシントン訪問である。このときゴルバチョフは、当時のソ連政府の正式見解たる「ソ連には22名しか政治犯は存在しない」という見解を放棄し、国際ヘルシンキ連盟やアメリカ国務省が指摘した数字の「430名」というデータの受け入れをようやく表明した。その1987年12月には、ソ連政府欧州安全保障協力委員会の下に「人道的問題及び人権に関する国際協力のための公的委員会」が設立された。かつてフルシチョフの演説執筆者でありゴルバチョフに近いといわれる、ソ連共産党中央委員会社会科学研究所所長のヒョードル・ブルラツキー（Fyodor Burlatsky）がその議長となっている。すなわち、この委員会の発足は人権をめぐる西側とのイデオロギー闘争の本格的開始に備えたものであった。これに見られるように、ペレストロイカ期のゴルバチョフの人権観は、西側のそれと全く同じものではなく、ソ連の国益に基づく人権観を放棄していたわけではない。しかしこうした外交・内政の準備により、1988年1月に国際ヘルシンキ連盟の視察団は、西側の人権団体としてアムネスティに次いで二番目にソ連を訪問した。こうしたソ連側の努力は、当時開催されていたCSCEウィーン再検討会議（1986年から1989年）におけるソ連の印象を大きく好転させることにつながった。
1988年10月、ゴルバチョフはグロムイコの引退に伴って最高会議幹部会議長に就任し、国家元首となる。
同年12月、最高会議を改組し、人民代議員大会を設置する憲法改正法案が採択される。この頃より守旧派に接近を余儀無くされる。
1990年3月、求心力が低下したゴルバチョフは複数政党制と強力な大統領制を導入（これによりこれまでの書記長制を廃止）する憲法改正法案を人民代議員大会で採択させた。
3月15日、人民代議員大会において実施された大統領選挙において、ゴルバチョフは初代ソビエト連邦大統領に選出（これにより、ソビエト連邦の国家最高責任者は書記長から大統領に移行した）されたが、ゴルバチョフがロシアに導入した1991年ロシア大統領選挙のような直接選挙ではなく、人民代議員大会による間接選挙で選出されたことは、ゴルバチョフの権力基盤を弱める要因となった。副大統領にはシェワルナゼを候補に考えていたが、シェワルナゼは「独裁が迫っている」と守旧派に対する危機を訴えて、1990年12月に外務大臣を電撃的に辞任して世界中を震撼させた。ゴルバチョフはゲンナジー・ヤナーエフ政治局員を副大統領に指名した。
一方で人格面での問題を糾弾され、リガチョフとの争いに敗れてモスクワ市共産党第一書記や政治局員候補から解任されたボリス・エリツィンが人民代議員として復活し、1991年にはロシア・ソビエト連邦社会主義共和国の大統領となり、さらには共産党から離党を宣言して党外改革派の代表としてゴルバチョフの地位を脅かすようになっていく。

### 外交

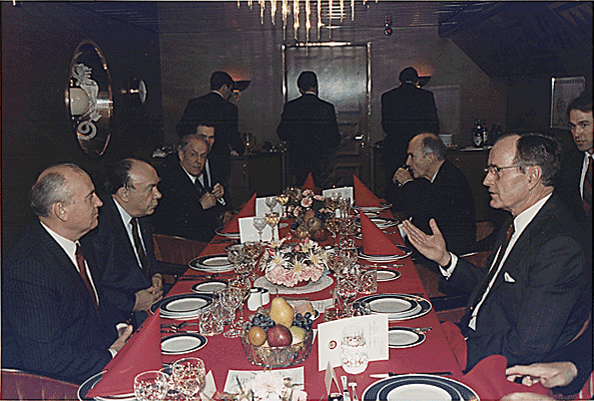
マルタ会談にて当時のアメリカ大統領ジョージ・H・W・ブッシュ（手前右）と会談するゴルバチョフ（手前左）

国内政策での保守派への妥協にもかかわらず、ゴルバチョフ政権によるソ連外交の政策転換は明確な形で続けられた。従来のブレジネフ・ドクトリンによる強圧的な東ヨーロッパ諸国への影響力行使とは大きく異なり、ハンガリー事件やプラハの春で起こったソビエト連邦軍による民主化運動の弾圧はもう起こらないことを示した。事実、1989年のポーランドにおける円卓会議を起点とする一連の東欧革命に関して、ソ連は軍事的行動を行わず、1990年には東ドイツの西ドイツへの統合（ドイツ再統一）まで実現することになった。ゴルバチョフはベルリンの壁崩壊前に当時の東ドイツの最高指導者であるエーリッヒ・ホーネッカーに対して国内改革の遅れに警告を発する一方、壁崩壊後に急浮上した西ドイツによる東ドイツの吸収合併論やそれに伴う旧東ドイツ領土への北大西洋条約機構（NATO）軍（特にアメリカ軍）の展開には反対したが、西ドイツのヘルムート・コール首相が示した巨額の対ソ経済支援を受け入れることで、ドイツ再統一に承認を与えた。1990年8月の湾岸戦争では、国際連合安全保障理事会で武力行使容認決議に賛成して米ソの和解を演出する一方、アメリカとイラクの停戦を仲介した（ゴルバチョフの案は当時のアメリカ軍統合参謀本部議長コリン・パウエルとアメリカ中央軍司令官ノーマン・シュワルツコフによって修正され、協定が結ばれた）。
冷戦の終結・東欧革命によってソ連は東ヨーロッパでの覇権を失い、各国からの撤退を強いられた軍部や生産縮小を強いられた軍産複合体の中にはゴルバチョフやシェワルナゼへの反感が強まり、新思考外交を「売国的」「弱腰」と批判して、共産党内の保守派と接近した。共産党内でも、ソ連国家における党の指導性が放棄されることに警戒感が強まり、従来は改革派、あるいは中間派と見なされていたヤナーエフなども保守派としてゴルバチョフを圧迫するようになり、これが既述したシェワルナゼの突然の辞任につながった。ゴルバチョフ自身も保守派への配慮から1991年2月にリトアニアの首都ヴィリニュスで発生したリトアニア独立革命に対するソビエト連邦軍・治安警察による武力弾圧を承認せざるを得なかった(血の日曜日事件)。
また、極東においてもウラジオストク演説以後に緊張緩和が進み、1989年5月に中国を訪問して長年の中ソ対立に終止符を打った。これは六四天安門事件に続く学生たちの民主化運動が高揚する中で行われた。一方で朝鮮民主主義人民共和国（北朝鮮）はゴルバチョフの政策を批判し、朝鮮労働党の機関紙『労働新聞』で「ゴルバチョフの裏切り」「ドルに買収されたゴルバチョフ」など連日ゴルバチョフを批判する記事を掲載し続けた。
1991年4月にはソビエト連邦最高指導者として初めて日本も訪れ、海部俊樹首相（当時）と日ソ平和条約の締結交渉や北方領土帰属等の問題を討議したが、合意には達しなかった。

### 暗殺未遂事件
1990年11月7日の革命記念日にモスクワの赤の広場で軍事パレードが行われていたとき、ゴルバチョフ暗殺未遂事件が発生した。労働者のデモンストレーションの最中、行進の列に紛れ込んでいたアレクサンドル・シモノフは、行進がレーニン廟（この講壇上にソ連の指導者が並んでいた）に近づくと、ゴルバチョフめがけて2発の銃弾を放った。しかし、弾は外れた。シモノフがライフル銃を取り出してすぐに護衛に発見され、狙いを定めている間、将校が走ってきて銃身を殴ったため、弾は空に逸れた。シモノフはデモに参加していた群衆に取り伏せられ、すぐさま逮捕された。彼は、1991年のソビエト連邦の崩壊前最後のソビエト時代の暗殺者であり、その後4年間を精神病院で過ごした。ソ連中央テレビは一時放送を中断し、午前11時25分に通常放送を再開した。

### 8月クーデター
1991年、ゴルバチョフは再び舵を改革派の側に切る。ロシア・ソビエト連邦社会主義共和国のエリツィン、カザフ・ソビエト社会主義共和国のヌルスルタン・ナザルバエフの2人と会談し、新連邦条約を8月20日に調印する運びとなった。副大統領候補にも検討していたナザルバエフとは条約調印の暁にソ連の首相に抜擢することを約束していた。
ところが8月19日、クリミア半島フォロスの大統領別荘に滞在していたゴルバチョフは、KGB議長のウラジーミル・クリュチコフ、副大統領のヤナーエフ、そして、ヴァレンチン・パヴロフ首相らの「国家非常事態委員会」を名乗る保守派が起こしたクーデターによって、妻のライーサや家族、外交政策担当大統領補佐官のアナトリー・チェルニャーエフら側近たちとともに別荘に軟禁された。
ゴルバチョフが軟禁された際、外部との連絡は絶たれ、いつ殺されるか分からない状況であったが、偶然別荘にあった日本製のラジオがニュースの電波を拾うことができたため、モスクワでエリツィンや市民、軍部がクーデター首謀者側に抵抗していることを知り、救出される希望を捨てなかったという（ライーサ夫人は救出後に「軟禁中、『ソニー』が一番役立った」とコメントしている）。また、夫人は毒殺を恐れ、別荘に届けられた食事に対して家族が触れることを一切許さなかった。
上記のように国民や軍部の支持を得られなかっただけでなく、国際社会からも大きな反発を受けたために、結果的にクーデターそのものは失敗に終わり、8月22日にクーデターの関係者は逮捕されたが、その首謀者たちはいずれもゴルバチョフの側近だったため、自身を含むソ連共産党の信頼が失墜した。これにより連邦政府自身の求心力も低下を余儀なくされ、ゴルバチョフは書記長を辞任した。
なお、存命中に書記長（第一書記含む）を辞したのはニキータ・フルシチョフ以来となった（この間の書記長は全員が在職中に没している）。

### ソ連共産党解体とソ連崩壊

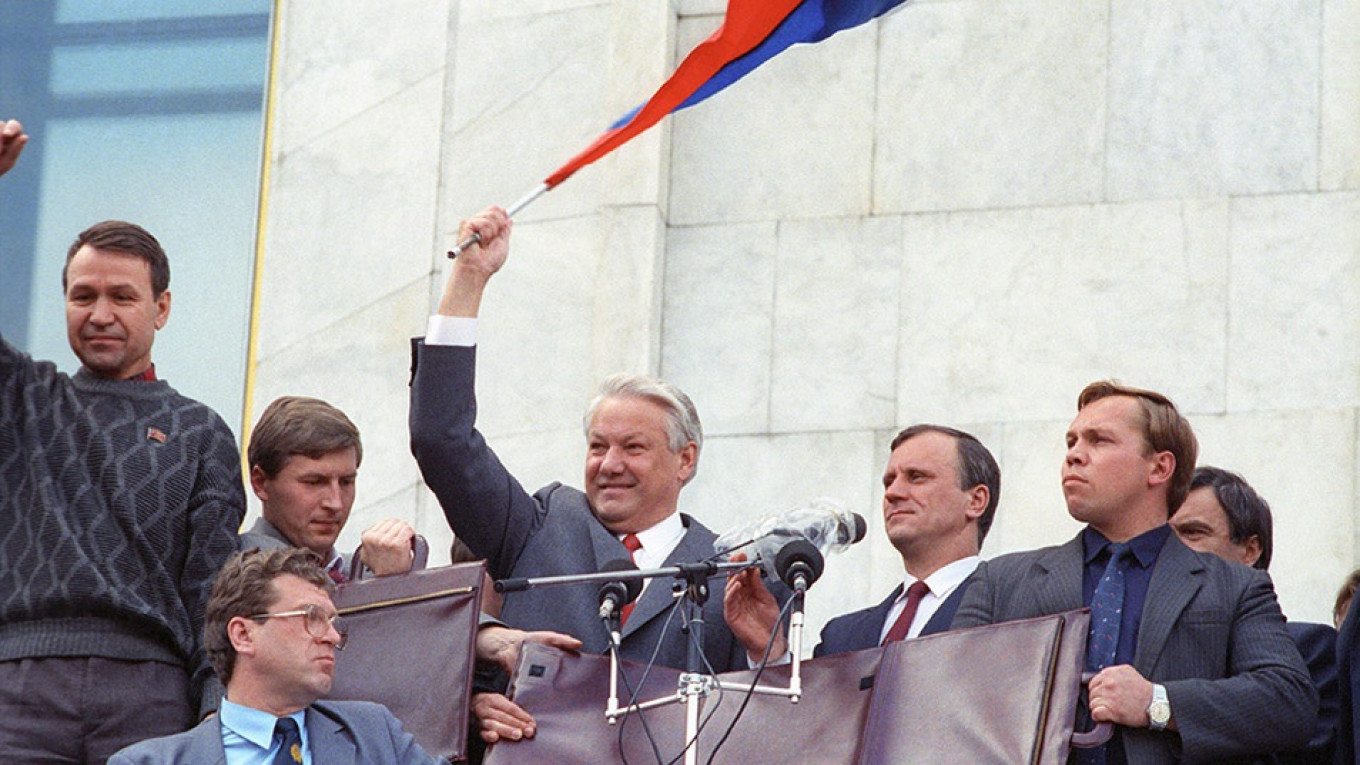
ボリス・エリツィン（1991年）

8月23日にゴルバチョフはロシア最高会議で今後のソビエト連邦と党に関する政見演説を行うが、議員たちはゴルバチョフの演説に耳を傾けることはなかった。同時に、ロシアSFSRのエリツィンはソ連共産党の活動停止の大統領令に署名する。
翌8月24日、ゴルバチョフはソ連共産党書記長の辞任と共産党の資産凍結を発表するとともにソ連共産党中央委員会の自主解散を要求し、エストニアとラトビアの独立を承認した。
クーデターからおよそ10日後の8月29日、最高会議の臨時両院合同会議でパブロフ首相の不信任案が可決され、ソ連共産党の活動全面停止を決定した。
同年末には、この時点でゴルバチョフの政治的ライバルであったエリツィンがロシア・ソビエト連邦社会主義共和国のソビエト連邦からの脱退を進めたことにより、ソビエト連邦は崩壊した。12月25日にゴルバチョフはテレビ演説で「私は不安を持って去る」と大統領を辞任し、結果的にソ連時代唯一の大統領となった。

### ソ連崩壊後

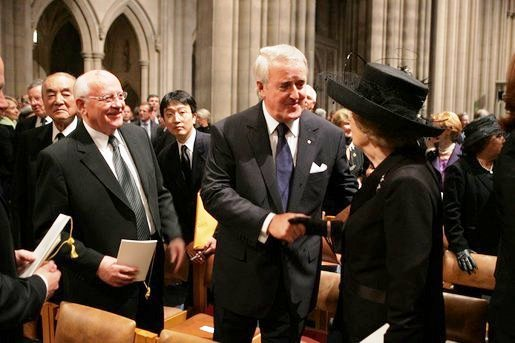
レーガンの葬儀に参列するゴルバチョフ（左から2番目・2004年）

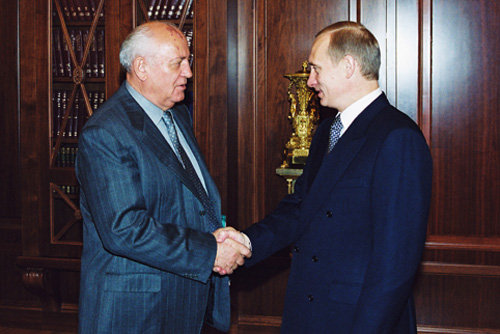
ロシア大統領のプーチン（右）と握手するゴルバチョフ（2000年）

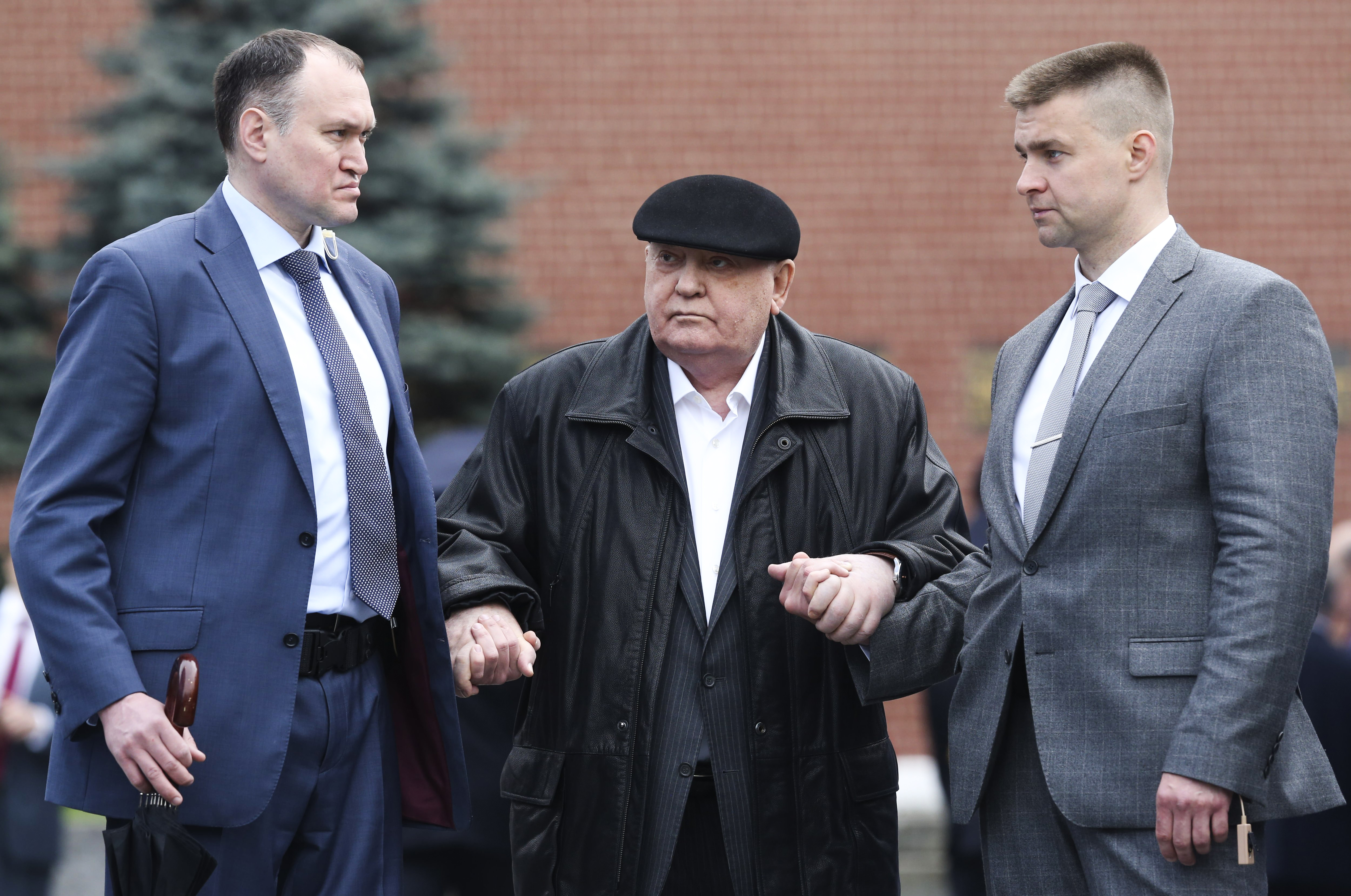
対独戦勝74周年記念軍事パレードに出席するゴルバチョフ（2019年5月9日）

ソビエト連邦の崩壊を不本意な形で迎えたゴルバチョフはモスクワ郊外のカルチュガにあるダーチャに居住することになったが、年金生活入りすることは全くの論外であった。また、ゴルバチョフに対しては引き続き政治に参加することを求める声が多く、世界中の財団や基金の代表への就任要請や広告への出演依頼もあった。
1991年12月より国際社会経済・政治研究基金（通称、ゴルバチョフ基金またはゴルバチョフ財団）を設立、自ら会長に就任した。また、環境問題に主な活動を移し、グリーンクロス・インターナショナル会長として元地球サミット事務局長のモーリス・ストロングとの地球憲章の作成やアースデイへの署名など国際環境保護運動に積極的に参画した。政治活動として1996年のロシア大統領選挙に立候補したが、得票率は0.5パーセントで落選した。その後ピザハットのCMに出演するなど、政治以外の活動も開始する。
1999年9月20日、妻のライーサを白血病で失う。最愛の妻を失って悲嘆に暮れる姿はロシア国民から広く同情を集めた。
2001年11月、ロシア社会民主党党首に就任したが、2004年5月22日には同職の辞職を発表し、事実上の政界引退となった。なお、ロシア社会民主党はロシア連邦最高裁判所から解散命令が出され、ゴルバチョフは不快感を表明した。
2006年11月には右頚動脈に異常が認められ、ドイツのミュンヘンの病院に入院、11月21日に手術を受け、経過は良好であると発表された。
2007年にはフランスの高級バッグメーカーのルイ・ヴィトン社の広告に登場した際には、脇にアレクサンドル・リトビネンコ毒殺事件を特集している雑誌記事が映っており、ウラジーミル・プーチン政権を暗に批判しているとの憶測が出ている。しかし2007年10月20日、2007年ロシア下院選挙を目前に社会民主同盟（社会民主連合）を創立し、結成大会で議長に選出され、就任演説で「議会は一党のほぼ支配下にある。左派の理念も自由主義も取り込んだ幅広いものとするべきだ」と現状を批判し、政界復帰の意欲を見せたものの、同選挙ではウラジーミル・プーチン政権与党の統一ロシアへの投票を呼びかけた。
ゴルバチョフはプーチンについて、「ロシアに（ソ連崩壊後の）安定と経済的繁栄をもたらした」「強いソ連（ロシア）を復活させた」として評価している。しかしプーチンが党首を務める統一ロシアについては、2009年に入ってAP通信のインタビューで「官僚の党」と述べ、更に「それはソビエト連邦共産党の最悪の形だ」と批判している。
2011年ロシア下院選挙の不正疑惑や2012年ロシア大統領選挙の事前審査でグリゴリー・ヤヴリンスキーらが立候補を制限されたことなどを受けて、プーチン政権批判を強める。2012年1月28日、「専制」を排除し、政治改革を実現するための国民投票実施を提唱する論文を発表したとインタファクス通信は報道した。
2008年に勃発した南オセチア紛争については、8月14日にCNNの番組「ラリー・キング・ライブ」に出演した際、「ロシアの軍事介入は南オセチア・ツヒンバリの惨状への対応であるため、ロシアとグルジアの衝突を招いた責任はグルジアにある」と発言した。また、西側のマスコミに対しては、「ツヒンバリの惨状について最初しか映し出さず、ロシアのみに紛争の責任を負わせようとしている」と批判した。また、アメリカが推し進めている東欧ミサイル防衛構想を批判し、「再び冷戦を繰り返さないようにしよう」と述べている。
民主系新聞「ノーバヤ・ガゼータ」紙の大株主となっているほか、世界ノーベル平和賞受賞者サミットの公式スポンサーであるイタリアの自動車メーカーのランチアのテレビCMに、元・ポーランド大統領レフ・ワレサやミャンマーの非暴力民主化活動家であるアウン・サン・スー・チー、イングリッド・ベタンクールなどとともに出演した。

### 新党結成以降
2008年9月、ゴルバチョフは、アレクサンドル・レベデフとともにロシア独立民主党という新党を結成したことを発表し、2009年5月には、活動がまもなく開始されることも発表した。その際に多数の支持者がいることも述べた。これは2001年のロシア社会民主党結成および社会民主同盟以来、ゴルバチョフの3度目の政党結成の試みである。
2019年に中距離核戦力廃棄条約が失効すると、条約の失効は新たな軍拡競争を生み出すと懸念を表明した。また、全ての国が核兵器の廃絶を宣言すべきだとしている。
2021年4月にソ連崩壊から30年を機にJNNが行ったインタビューでは「ロシアの未来はただ一つ、民主主義だけ」、「ペレストロイカは正しかった」などと回答している。また、同年8月には8月クーデター30年に際して東京新聞・北海道新聞の共同書面インタビューに応じ、「ペレストロイカで議論された課題の多くは未解決のまま」であり、「（ロシアと欧米が）通常の関係を取り戻すには政治的な意志も必要で、対話以外に道はない。」、「訪日準備を開始した当時、わが国には熟考された対日政策がなかったため、日本社会のさまざまな分野の代表者との多くの会合を計画し、中曽根康弘首相、土井たか子・日本社会党委員長、宇野宗佑外相、枝村純郎駐ソ連大使、池田大作・創価学会名誉会長、与党・自民党の小沢一郎幹事長や財界人、文化人らとのいくつかの会談を持った。」と回想する一方、北方領土問題については「領土に関する戦後の決定は最終的で覆せないものだと考えており、この問題を議論したくはなかった。日本の対話の相手がこの（領土）問題を直接的、間接的に提起したことが、訪日が先延ばしされてきた理由の一つだった。」として、日本側の交渉姿勢に問題があったとの認識を示した。また、「1991年の訪日後、多くの時間が失われたことは残念だ。このような問題においてテンポを失ってはいけない。チェスの選手の言うように（テンポの喪失は）敗北につながる。交渉を恐れてはいけない。最も困難で深刻な問題を議論するべきだ。互いの信頼関係を築くことが必要だ。お互いを信頼しないパートナーは真剣な交渉を行うことはできない。」と指摘した。
2022年ロシアのウクライナ侵攻について「一刻も早い戦闘停止と、相互の尊重や双方の利益の考慮に基づいた和平交渉が必要。それが解決できる唯一の方法だ」と、ゴルバチョフ財団を通して声明を発した。

### 死去

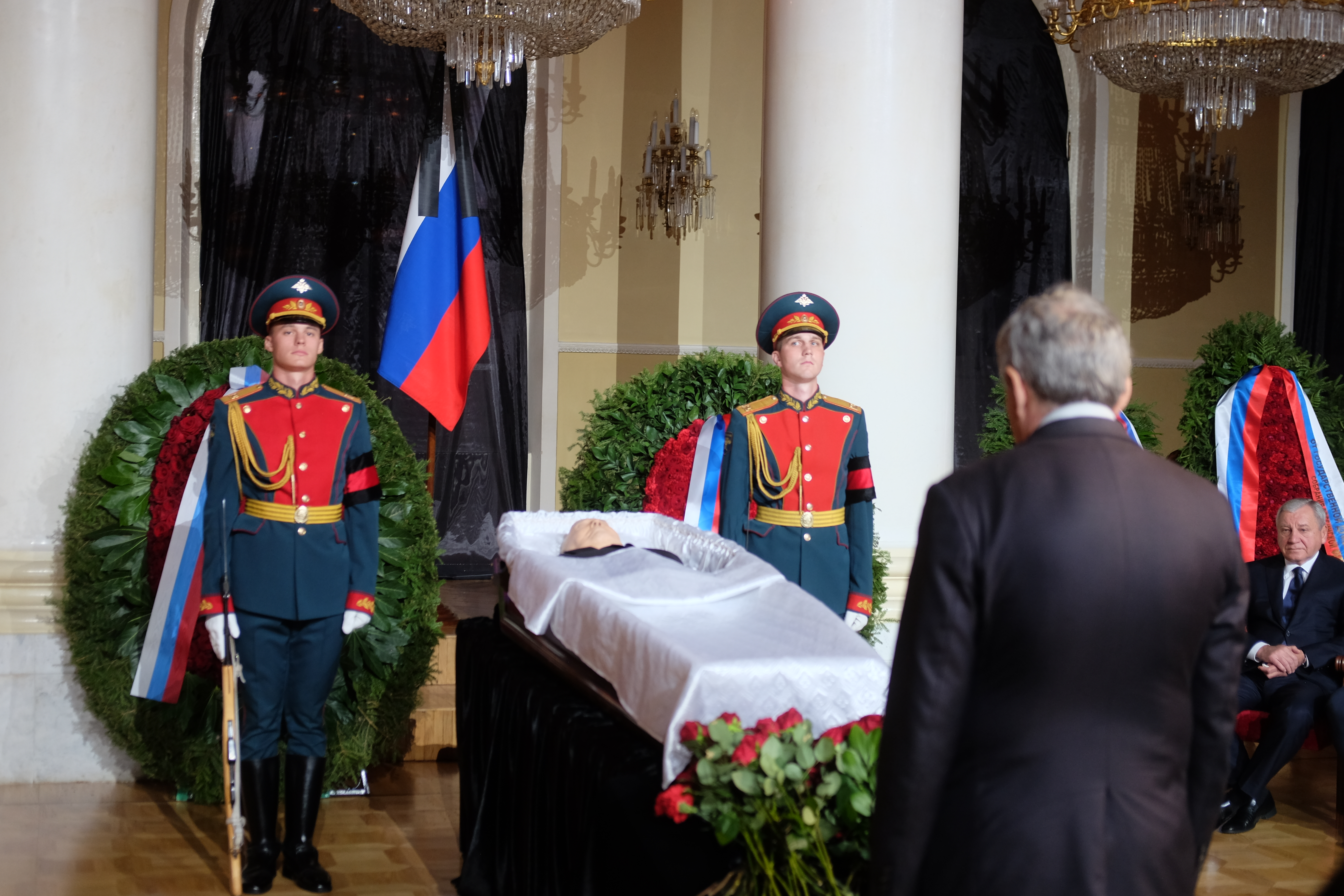
労働組合会館（ドム・ソユゾフ）「円柱の間」に安置されたゴルバチョフの遺体（2022年9月3日）

2022年8月31日、タス通信は、ゴルバチョフが以前より患っていた腎臓疾患のため8月30日に入院先のモスクワの中央臨床病院で死去したことを発表した。91歳没。ゴルバチョフの死により、ソビエト連邦最高指導者経験者は全員がこの世を去った。最も長寿の最高指導者であり、21世紀まで生きた最高指導者はゴルバチョフだけであった。
31日未明にロシア通信によると、大統領のウラジーミル・プーチンはゴルバチョフの死去に関して深い哀悼の意を表し、31日の朝にゴルバチョフの遺族や友人に弔電を送る予定と報道した。
また、イギリス首相（当時）のボリス・ジョンソンはツイッターで、「ゴルバチョフの死去の報道を受け悲しんでいる。私はゴルバチョフが冷戦を平和的な結末に導くために見せた勇気と高潔さを、常に尊敬していた。プーチンがウクライナを侵略している今、ゴルバチョフがソビエト社会を開放するために行った、たゆまぬ献身は、私達全員にとって見本となり続ける」と自身の思いを綴った。
告別式は、2022年9月3日にモスクワの労働組合会館の「円柱の間」でロシア大統領府儀典局によって執り行われ、ノヴォデヴィチ女子修道院内の墓地に埋葬された。

## 評価
ゴルバチョフに対する意見は深く分かれている。独立機関レバダ・センターが2017年に実施した調査によると、ロシア国民の46％がゴルバチョフに対して否定的な意見を持ち、30％が無関心、肯定的な意見はわずか15％である。一方、特に欧米諸国では、彼を20世紀後半最大の政治家として見る人が多い。1980年代後半から1990年代前半にかけての西側諸国では、ゴルバチョフの訪問を歓迎する大群衆に代表されるように「ゴルビーマニア」が存在したと米国の新聞は伝えており、1980年代には『タイム』が彼を「10年に一人の男」と名付けた。ソ連国内でも、1985年から1989年末にかけて、ゴルバチョフが最も人気のある政治家であるとの世論調査が行われた。ゴルバチョフは、ソ連を近代化し、民主的な社会主義を構築しようとする改革者であると、国内の支持者からは見られていた。タウブマンはゴルバチョフを「祖国と世界を変えた先見者-ただし、彼が望んだほどには変えられなかったが」と評している。タウブマンはゴルバチョフを「ロシアの支配者として、また世界の政治家として例外的な存在」と評価し、ブレジネフなどの前任者とプーチンなどの後継者の「伝統的、権威的、反西洋的規範」を避けたと強調している。ゴルバチョフは、ソ連がマルクス・レーニン主義から離れることを許したことで、ソ連国民に「自分で考え、自分の人生を管理する権利」という、不確実性とリスクを伴う貴重なものを与えたとマコーリーは考えている。
ゴルバチョフの米国との交渉は、冷戦に終止符を打ち、核紛争の脅威を減らすことに貢献した。東欧共産圏の分裂を容認した彼の決断は、中東欧での大きな流血を防いだ。タウブマンが指摘するように、これは「ソビエト帝国」が数十年前の大英帝国よりもはるかに平和的に終焉したことを意味している。同じように、ゴルバチョフ政権下のソ連は、同時期のユーゴスラビア崩壊のような内戦に陥ることなく、崩壊した。ゴルバチョフは、東西ドイツの合併を推進したことで、「ドイツ統一の共同責任者」となり、ドイツ国民の間で長期にわたる人気を得たとマコーリーは指摘する。しかし彼は、独立を求めた地元住民に対する暴力的な弾圧の後、バルト三国、ウクライナ、グルジア、カザフスタン、アゼルバイジャン、ポーランドなどの旧ソビエト占領および管理された国々で物議を醸す人物のままです。上記の国では、多くの人々が西側諸国がこの男を英雄視していることは不当だと考えており、「西側における彼の肯定的な評価を理解できない」と述べるとともに、リトアニア人のグループが彼に対して法的措置をとっていた。
しかし、ゴルバチョフはまた、国内の批判にさらされていた。ゴルバチョフを尊敬する人もいれば、憎む人もいる。ソ連経済の衰退を止めることができず、社会全体に不満が広がった。リベラル派は、彼がマルクス・レーニン主義から脱却し、自由市場の自由民主主義を確立するための急進性を欠いていると考えていた。逆に、共産党の批判者の多くは、彼の改革は無謀であり、ソビエト社会主義の存続を脅かすと考えた。中国の共産党に倣って、政府改革ではなく、経済改革に限定すべきだったと考える者もいた。また、武力ではなく説得を重視する姿勢を、弱さの表れと見るロシア人も少なくなかった。
共産党の幹部にとっては、ソ連邦の崩壊は自分たちの権力を失うという悲惨なものだった。ロシアでは、ゴルバチョフはソビエト連邦の崩壊とそれに伴う1990年代の経済崩壊に果たした役割から、広く軽蔑されている。例えば、1991年のゴルバチョフに対するクーデター未遂を指揮した一人、ヴァレンニコフ将軍は、彼を「反逆者、自国民への裏切り者」と呼んだ。また、東欧のマルクス・レーニン主義政権の崩壊を許したこと、統一ドイツのNATO加盟を許したことなど、ロシアの国益に反するとして彼を批判する声も少なくない。
歴史家のガレオッティは、ゴルバチョフと前任者のアンドロポフとの関係を強調する。ガレオッティは、アンドロポフを「ゴルバチョフ革命のゴッドファーザー」と呼ぶ。元KGBのトップとして、ソ連への忠誠心を疑われることなく改革を主張することができ、その姿勢をゴルバチョフが受け継ぎ、貫いたからだ。ゴルバチョフは、「改革がどこにつながるかわからないまま、改革に着手した」とマコーリーは言う。ペレストロイカがソ連邦の崩壊につながるとは、最悪の悪夢を見たとしても想像できなかっただろう」。
ニューヨーク・タイムズによれば、「20世紀、いや、どの世紀においても、これほど時代に大きな影響を与えた指導者はほとんどいない。ゴルバチョフは6年余りの激動の間に、鉄のカーテンを取り払い、ソビエト連邦の崩壊を決定的にした」。

## 逸話

### マスメディアへの露出
ドイツのヴィム・ヴェンダース監督の映画『時の翼にのって/ファラウェイ・ソー・クロース!』に本人役で出演した。『ピーターと狼』（プロコフィエフ作曲）のCDでは、元アメリカ大統領のビル・クリントンらとともにナレーションで出演しており、第46回グラミー賞で最優秀子供向け朗読アルバム賞に選ばれた。
イギリスのテクノグループシェイメンのアルバムに『In Gorbachev We Trust』（1989年）があり、ジャケットにゴルバチョフの肖像画が使われている。
1997年にはピザハットのテレビCM（ミハイル・ゴルバチョフのピザハット・コマーシャル）に出演、また、前述の通り、ルイ・ヴィトンの2007年秋の広告にカトリーヌ・ドヌーブやアンドレ・アガシ、シュテフィ・グラフ夫妻と出演している。撮影はベルリンの壁の前で行われたが、これはゴルバチョフのリクエストによるもの。出演料は自身が設立した環境保護団体と、元アメリカ副大統領アル・ゴアの地球温暖化防止事業に寄付されたという。

### ビデオゲームでの登場
1991年4月12日に当人の名を冠したファミリーコンピュータ用ゲームソフト『ゴルビーのパイプライン大作戦』が徳間書店より発売された。同作を開発するにあたって徳間書店は当時のソ連大使館にゴルバチョフの肖像権の使用許可を申請しており、取扱説明書のストーリーにもゴルビー表記と併記してゴルバチョフの実名が使われているが、ゴルバチョフのイラストが登場するのはパッケージ及びカセットとタイトル画面のみであり、ゲーム本編には一切登場しない。また、同作は日本国内のみの発売となっている。2021年1月18日にiOSアプリ「PicoPico」、同年6月15日にプロジェクトEGGにて本作が配信された際には、タイトルが単なる『パイプライン大作戦』に変更され、ゴルバチョフのイラストが削除されている。
その他、1991年3月にアーケードゲームとして登場したカプコンの『ストリートファイターII』では、登場キャラクターのザンギエフのエンディングにおいて、ゴルバチョフによく似たキャラクターがヘリコプターから姿を現してレスリングによる国際交流に努めたことに対する礼を述べたあとに、ザンギエフおよびKGBの護衛3人とともにコサックダンスを踊る。ただし、その本名はゲームには登場せず、後に関連書籍などで「ゴロバチョフ」という別人だとされた。
1991年6月21日にセガの携帯ゲーム機ゲームギア用ソフトで発売された『がんばれゴルビー!』でもゴルバチョフによく似たキャラクターが主人公となっているが、「ゴルバチョフ」とは一切呼ばれず、取扱説明書では「某国」と伏せられて「ゴルビー」表記で一貫している。ゲーム内容は主人公のゴルビーを操作し、工場内で警備員の目を盗んで食料などの物資を貧しい民衆に送り届けるというもの。欧州ではキャラクターを差し替えて『Factory Panic』のタイトルで発売された。

### 日本との関係

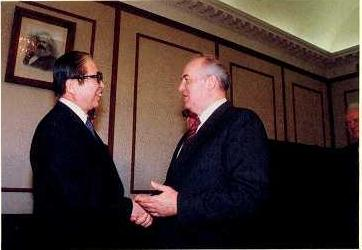
ソ連で外務大臣宇野宗佑（当時）と（1989年5月）

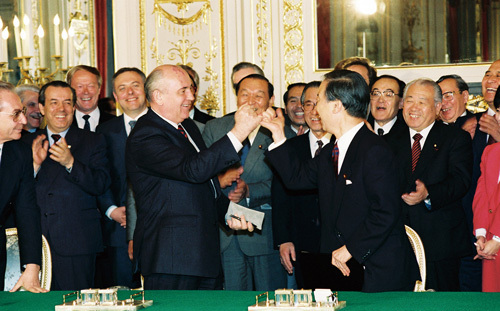
訪日時に内閣総理大臣海部俊樹（当時）と（1991年4月）

妻との初めてのデートは日本のコーラスグループ、ロイヤルナイツのコンサートであったと五木寛之に語っている。また、初来日の際、鯉のぼりを見て非常に驚いたというエピソードがある。書記長・ソ連大統領時代の1991年4月16日 - 19日には日露（日ソ）会談のため来日、海部俊樹首相（当時）や元外務大臣の安倍晋太郎と会談を行っている。この時同伴したライサ夫人の銀座での買い物シーンがテレビを通じて報道され、ソ連国内で「国民が経済不調で苦しんでいるのに」と不評を買った。また17日にゴルバチョフ夫妻は広島市の平和記念公園を訪れ、献花している。長崎に訪れたときには、「チェルノブイリでは多くの子供達が放射能で苦しんでいる。最初にその苦労を背負ったのは日本の皆さんで、私は敬意を払っている。だからここに来た」とコメントした。
政界引退後は各種団体やマスコミなどの招きで頻繁に来日し、そのつどテレビ番組などに出演しているほか、地方都市にも足を伸ばし、講演会なども催している。1993年4月には創価大学、大阪工業大学の両校で講演を行い、同年の創価大学と2003年11月には日本大学より、それぞれ名誉博士号を授与され、同年および2005年5月の2度にわたり日本大学にて講演を行った。2005年6月に来日した折には、徹子の部屋に出演（同年7月5日放送）。また、同年12月にも再び来日し、12月24日放送の日本テレビ系のバラエティー番組『世界一受けたい授業』に講師として出演。同番組内の講義の中で「日本には毎年何回も来ており、正確な来日回数は自分でも分からない」と述べている。同番組では2003年に勃発したイラク戦争開戦当時は丁度来日していて、一般乗客として山手線に乗車していた最中にニュースを聞いて初めて知ったと述べている（なお、同番組ではアメリカ軍のイラクへの侵攻を「政治的な大きな誤り」であると批判した）。ちなみにこの番組には生徒役（ゲスト）として、当時の小泉純一郎首相の長男で俳優の小泉孝太郎が同席しており、同年9月に行われた第44回衆議院議員総選挙（郵政解散）を高く評価した。また、沖縄県知事の翁長雄志と何度も面会したことがあり、2018年に翁長が死去した際には地元紙の琉球新報に追悼メッセージを寄稿した。
このほかに来日こそしていないものの、2006年の24時間テレビのCMに出演しメッセージを送っている。2014年3月28日の『笑っていいとも』の「テレフォンショッキング」に黒柳徹子が出演した際は、ゴルバチョフ財団の名義で花を贈っている。
2009年12月の来日では鳩山由紀夫首相（当時）と会談したほか、明治大学で学生との対話集会を催し、その模様が同月および2010年1月に「ゴルバチョフ 若者たちとの対話」としてNHK衛星第1にて放送された。また、『世界一受けたい授業』の2010年新春スペシャルの収録にも講師として再び出演した（『世界一受けたい授業』2010年新春スペシャルは2010年1月2日に放送）。
2010年2月にも再来日し、関西テレビ・フジテレビ系列のバラエティー番組『SMAP×SMAP』の「BISTRO SMAP」にゲストとして出演し、ソ連時代の自分の周囲の出来事をSMAPリーダーの中居正広に語っていた。
演説集を出版するなど、読売新聞とは関係が深く、日本テレビ系列の番組に多く出演しているのもその繋がりである。
日本大学名誉博士・明治大学名誉博士・創価大学名誉博士などの名誉学位を有する。

### 宗教団体との関係
ゴルバチョフは無神論者ではあったもののフランシスコ会を始め、いくつかの宗教団体と関わりを持っていた。

#### 創価学会
創価学会名誉会長の池田大作とは、1990年7月27日にクレムリンで行われた初めての会見を皮切りに来日時にはほぼ毎回面会していた。2009年の来日時にも対談しており、潮出版社発行の雑誌『潮』に全文が掲載されている。逆に池田がロシアを訪問する際にも面会し、ほぼ毎回対談しており、通算で10回に及んだ面会・対談の様子は『潮』や聖教新聞社発行の写真雑誌『グラフSGI』などに掲載されていた。また前述のように創価大学において名誉博士号も授与されている。
池田は2022年にゴルバチョフが死去した際には創価学会インタナショナル（SGI）会長の名義で弔電を送った。

#### 世界平和統一家庭連合（旧統一教会）
1994年、ゴルバチョフはソウルを訪問し、漢南洞の文鮮明の家を訪ねている。文鮮明は、「1991年8月、ペレストロイカに 反対する反改革派のクーデターが起きた後、彼は兼任していた共産党書記長を辞任し、ソ連の共産党を解体しました。共産主義者の彼が自分の手で共産党をなくしてしまったのです。」と語り、ソビエトを崩壊させたゴルバチョフを称えた。
ロシア宗教・宗派研究センター協会会長のアレクサンドル・ドヴォルキンは、「ソ連の国家元首が、現役の一国のトップとして一番最初に文鮮明に会ってしまった。周囲の人々のプロ意識がなかったとしか思えない」と語っている。
ドヴォルキンは、統一教会が衰退したのは他にもいくつかの要素が重なったためだと指摘する。例えばゴルバチョフ財団は、長きにわたり統一教会の資金で運営されてきた。しかしゴルバチョフは西側では人気があるが、ロシアでの人気はさほどない。ゴルバチョフ財団は、統一教会が望むような影響力を持てなかった。
ロシアを含む多くのポスト・ソビエト諸国（ロシア寄りの旧ソビエト諸国）の宗教当局は、統一教会を安全保障上の問題があるとして規制と監視対象とした。ロシアを含む多くのポスト・ソビエト国家の宗教当局は、統一教会の運動をセクト（ネオナチ）と呼び厳しく批判し、その結果それらの場所で統一教会の活動が抑制された。
2012年2月の始め、旧ソビエト国家であるキルギスでは、キルギス国家保安委員会、キルギス検察庁、および州宗教問題局が、統一教会の活動が適切な登録なしに非伝統的な宗教的見解を強制的に広めることにより、キルギスの国家安全保障に脅威を与えたと主張。裁判所に苦情を申し立てた。ビシュケク裁判所は、キルギスの領土での統一教会の活動を実質上不可能とする判決を下した。
2016年、ウラジーミル・プーチンおよびプーチン政権は、ネオナチ勢力（セクト勢力）への新たな対テロ法として、新興宗教勢力に対する布教活動や私的な参拝を禁ずるとし、すべての伝道師や布教者は「登録済み」の組織に所属していなければならない事を取り決めた。これにより、ロシア国内における統一教会の活動は事実上不可能となった。

## 家族
- 父：セルゲイ・アンドレーヴィチ・ゴルバチョフ[88]（ロシア語: Сергей Андреевич Горбачёв）（1909年10月8日-1976年2月22日）
- 母：マリア・パンテレーヴナ・ゴルバチョワ[88]（ロシア語: Мария Пантелеевна Горбачёва ）（旧姓:ゴプカロ・ロシア語: Гопкало）（1911年4月2日-1995年4月14日）　　　　　　　　　　　　　　　　　　　ウクライナ人
- 弟: アレクサンドル・セルゲーヴィチ・ゴルバチョフ（ロシア語:Александр Сергеевич Горбачёв）（1947年9月7日-2001年12月15日）

レニングラードの高等軍事学校を卒業。軍人。子ども2人あり。
- 父方の祖父：アンドレイ・モイセーヴィチ・ゴルバチョフ[88]（ロシア語:Андрей Моисеевич Горбачёв, 1890年-1962年）
- 母方の祖父： パンテレイ・エフィモヴィチ・ゴプカロ[88]（ロシア語: Пантелей Ефимович Гопкало）（1894年-1953年）
- 妻：ライサ・マキシモヴナ・ゴルバチョワ（ロシア語: Раиса Максимовна Горбачёва）（旧姓:ティタレンコ・ロシア語: Титаренко）（1932年1月5日-1999年9月30日）
- 娘：イリーナ・ミハイロヴナ・ヴィルガンスカヤ （ロシア語: Ирина Михайловна Вирганская） 旧姓:ゴルバチョワ（1957年1月6日- ）

孫
- クセニア・アナトリエフナ・ヴィルガンスカヤ=ゴルバチョワ（ロシア語: Ксения Анатольевна Вирганская-Горбачёва（1980年1月21日- ）
- アナスタシア・アナトリエフナ・ヴィルガンスカヤ（ロシア語: Анастасия Анатольевна Вирганская（1987年3月27日- ）

ひ孫
- ニキータ（ロシア語:Никита）（2005年-）
- サーシャ（ロシア語:Саша）（2008年-）

## 栄誉
- 労働赤旗勲章（1949年）
- レーニン勲章（1971年・1973年・1981年）
- 十月革命勲章（1978年）
- ノーベル平和賞受賞（1990年）
- ハーヴェイ賞受賞（1992年）
- 創価大学名誉博士（1993年）
- 日本大学名誉博士（2003年）
- 明治大学名誉博士（2009年）
- 聖徒アンドレイ・ペルボズバンニー勲章（ロシア語版）（2011年）

## 著書
- 『ペレストロイカ』田中直毅（訳）、講談社、1987年11月20日。
- 『ゴルバチョフ演説集』読売新聞社外報部（訳）、読売新聞社、1991年5月27日。
- 『世界を震撼させた三日間』 福田素子訳、徳間書店、1991年（ソ連8月クーデターの回想記）
- 『ゴルバチョフの発言―ペレストロイカの軌跡』 講談社、1991年
- 『ゴルバチョフ回想録』（上・下）、工藤精一郎・鈴木康雄訳、新潮社、1996年
- 『二十世紀の精神の教訓』、池田大作との対話、潮出版社（上・下）、1996年。聖教ワイド文庫（上・中・下）、2007年
- 『ゴルバチョフ演説・論文集』（1－4）、ソ連内外政策研究会訳、国際文化出版社、1986-1991年
- 『ミハイル・ゴルバチョフ　変わりゆく世界の中で』、副島英樹訳、朝日新聞出版、2020年
- 『我が人生　ミハイル・ゴルバチョフ自伝』、副島英樹訳、東京堂出版、2022年

### 評伝（引退後）
- ロバート・G・カイザー『なぜゴルバチョフが　座礁した歴史の舵取り人』、吉本晋一郎訳、原書房（上・下）、1992年
- アナトーリー・S.チェルニャーエフ 『ゴルバチョフと運命をともにした2000日』、中澤孝之訳、潮出版社、1994年
- エゴール・リガチョフ『ゴルバチョフの謎』、大熊秀治監訳、東京新聞出版局、1993年
- ヴォルフガンク・レオンハルト『大国ロシアの漂流　ゴルバチョフとエリツィンの10年』、村上紀子訳、日本放送出版協会、1996年
- アーチー・ブラウン『ゴルバチョフ・ファクター』、小泉直美・角田安正訳、藤原書店、2008年
- ウィリアム・トーブマン『ゴルバチョフ　その人生と時代』、松島芳彦訳、白水社（上・下）、2019年